# Colombia en los Juegos Olímpicos de Vancouver 2010
Colombia estuvo representada en los Juegos Olímpicos de Vancouver 2010 por una deportista femenina que compitió en esquí alpino.
La portadora de la bandera en la ceremonia de apertura fue la esquiadora alpina Cynthia Denzler. El equipo olímpico colombiano no obtuvo ninguna medalla en estos Juegos.